# 赤岳鉱泉
赤岳鉱泉（あかだけこうせん）とは、長野県茅野市にある鉱泉。標高2240mに位置する。

## 泉質
- 含鉄泉
  - 泉温　10℃

## 温泉地
一軒宿（山小屋）の「赤岳鉱泉」が存在する。内湯は、夏季（5月下旬〜10月下旬）のみ入浴可能。
相部屋だけでなく、個室も存在する。テント泊も可能。
冬季も営業しており、日本で2番目の高所にある温泉（最高所はみくりが池温泉）。鉱泉及び通年営業の温泉宿としては日本最高所である。
日本で2番目の高所にある温泉であるが、内湯のみで露天風呂はない。よって、日本最高所の露天風呂は本沢温泉となる。
名物料理は、夕食で提供されるステーキである。赤岳鉱泉の上にある行者小屋も同じ経営元である。

## 歴史
- 1959年（昭和34年）- 開湯とともに、開業。

## 山小屋
硫黄岳や赤岳への登山拠点として使用されている。

## アクセス
八ヶ岳連峰赤岳の山中標高2240mにあり、登山でのみ行くことができる鉱泉である。
- 鉄道：JR中央本線茅野駅より西口乗り場からバスで60分。終点「美濃戸口」バス停下車。美濃戸口より赤岳鉱泉まで徒歩60分。
- 車：中央自動車道諏訪南ICより美濃戸口まで35分。美濃戸口より赤岳鉱泉まで徒歩60分。

一帯（茅野市豊平字赤岳温泉）は日本郵便から交通困難地の指定を受けているため、地外から当地宛に郵便物を送付することは出来ない。